# 大阪電気軌道デボ1000形電車
デボ1000形電車（デボ1000がたでんしゃ）は、近畿日本鉄道（近鉄）の前身である大阪電気軌道（大軌）が、1929年より製造した電車である。本項では、後継車両のデボ1100形・1200形・1300形なども含めて記す。

## 車両の概要
大阪電気軌道が従来保有していた奈良線・畝傍線といった路線は、車体規格が小さいことから車両もデボ1形電車であったが、のちに近鉄大阪線となる八木線→桜井線の区間や、同社の子会社である参宮急行電鉄（参急）が伊勢を目指して目下建設中の本線（後の大阪線・山田線）は、建築限界を拡大して大型車両の投入を行うことにしていた。参宮急行電鉄では、上本町（現・大阪上本町） - 宇治山田間の直通列車用に2200系を開発していたが、上本町 - 桜井・橿原神宮前間などの区間電車への電車は大阪電気軌道側で製造することになり、それによって誕生したのがこれらの車両群であった。開発に当たっては、参宮急行電鉄が開発を進めていた2200系電車との屋内競争（大阪電気軌道と参宮急行電鉄は同一社屋）も繰り広げたといわれている。

## 車種構成
本形式およびその同系車は、以下のように構成される。
1929年3月竣工
- デボ1000形 制御電動車(Mc)
  - デボ1000 - 1007

- デボ1100形 制御電動車(Mc)
  - デボ1100 - 1101

1930年4月竣工
- デボ1200形 制御電動車(Mc)
  - デボ1200 - 1203

- デボ1300形 制御電動車(Mc)
  - デボ1300 - 1315

製造所は、デボ1000形が汽車製造東京支店・デボ1100形・1200形が日本車輌・デボ1300形が日本車輌・田中車輌(現・近畿車輛)である。

## 車体
1929年に製造された1000形・1100形は両端に運転台を設けた19m級半鋼製3扉のロングシート車である。一方1930年に製造された1200・1300形は日本初の20m級車である大阪鉄道デニ500形電車（1928年）から間もない時期に製造され、3扉車では初となった20m級車体を採用した。
窓配置は1000形・1100形ではd1D5D5D1d、1200形・1300形ではd2D5D5D2dとなっている。
角型前照灯がこの時期の電車では珍しく採用され、後続車のデボ1400形や参急2200系に比べて、側窓の天地寸法がやや小さく幕板の広い外観が特徴である。
設備として、改造により1006・1007には荷物室が、1100・1101には便所が設置されていたが、いずれものちに撤去されている。
塗色はダークグリーンで登場し、1963年秋よりあかね色、のちに近鉄マルーンに塗り替えられている。

## 主要機器
主電動機は、全形式とも150kWのものを4基搭載する。デボ1000形はWH製WH-567-C-9型、デボ1100形・1200形は日立製HS-356-A-26を、デボ1300形は三菱製MB-211-AFを搭載している。制御器はデボ1000形がウェスティングハウス・エレクトリック製のHLF弱め界磁付単位スイッチ式手動加速制御器を、デボ1100形・1200形・1300形は日立製電動カム軸式PR-200が装備された。その後1931年にデボ1200形は抑速制動付単位開閉器のPR-200に交換されている。制動装置はいずれもM三動弁のM自動空気ブレーキである。
集電装置は、デボ1000形・1100形・1300形には三菱製S-514-A、デボ1200形には日立製K-137-Aが搭載された。
台車はいずれも住友製の鋳鋼製イコライザー式を装備した。
これらの車両は、大阪電気軌道桜井線及び参宮急行電鉄本線が直流1500V電化を採用しているものの、上本町～布施間では600V電化の奈良線に乗り入れる形になるため、双方電圧に対応する設備を備えた複電圧車になった。しかし、主回路は1500V用のものであったことから、600V区間においては出力が低下した。

## 改造
前述の通り、1006・1007は1937年10月に手荷物室を設けている。客室との間に仕切りを設けた上で山田側に手荷物室を設置した。これによりこの2両はデボニ1000形となった。
デボ1000形1006・1007 → デボニ1000形1006・1007
デボ1100形は、1943年に主電動機の予備品を捻出するため全車が制御車に改造されクボ1100形となった。
デボ1100形モ1100 - 1101 → クボ1100形ク1100 - 1101
大阪電気軌道と参宮急行電鉄の合併で関西急行鉄道（関急）が発足した際には、車両形式につく「デボ」・「クボ」が全て「モーター」の略である「モ」・「駆動車」の略である「ク」に変更された。
戦後の1950年には、モ1200形の制御器をPR-200から川崎重工業製UMCに交換し、1953年にはモ1000形もUMCに交換を行った。一方モ1300形は同時期にMMC-H200Bに交換されている。制動装置も制御器の更新と同時に製造時のAMM形からAMA形に改造された。
モ1000形モ1005は戦後主電動機などの予備品がなかったことから制御車代用として使用されていたが、1952年に正式に制御車になり以下のように改番された。
モ1000形モ1005 → ク1100形ク1102
また、モニ1006・1007については荷物電車に改造されたモワ1800形に荷物輸送を任せることにしたため、同じ年に旅客用に戻されている。
モニ1000形1006・1007 → モ1000形1006・1007
1952年にはモ1308が事故で焼失し、翌1953年、ク1560形と同様の車体(ただしク1560形と異なり両運転台)を近畿車輛で新製してモ1321となっている。
モ1300形モ1308 → モ1320形モ1321
またこの時にモ1000形とモ1300形は末尾が0番の車両を整理するため、それぞれ先の改番で空いた番号に改番することにした。改番は下記の通り。
モ1000形モ1000 → モ1000形モ1005(2代目)
モ1300形1300 → モ1300形モ1308(2代目)
その後1960年に1100形と1200形についても同じように整理することになり、以下の改番が実施された。
ク1100形ク1100 → ク1100形ク1103
モ1200形モ1200 → モ1200形モ1201(2代目)
モ1200形1201(初代) → モ1200形1204
これにより、各形式は
モ1000形(1001 - 1007)・ク1100形(1101 - 1103)・モ1200形(1201 - 1204)・モ1300形(1301 - 1315)・モ1320形(1321)
となった。また同時期より順次、モ1200形の全車、およびモ1300形のうちモ1311 - 1315を除いた計14両は片運転台に改造された。その後この14両のうち、上本町寄先頭車として使用されていたモ1201(2代目)・1203・1305・1307・1309は両開きドアに改造されている。
1961年にク1100形はさらに付随車に改造されサ1100形に形式変更された。
ク1100形モ1101 - 1103 → サ1100形サ1101 - 1103
その後1972年には前年に廃車となっていたサ1102を除く2両がサ1510形に形式変更となった。
サ1100形サ1101・1103 → サ1510形1511・1512
1973年12月には最後まで残存したモ1321がTc化・片運転台化のうえク1320形ク1321となった。
モ1320形モ1321 → ク1320形1321
その後ク1321は1983年2月7日付で鮮魚列車用として旧2250系の2代目600系や旧683系のク502と組成して使うためク501に改番している。この際火災対策基準をB基準からA基準に格上げしており、一部機器を2250系と同一品に取り替えられた
ク1320形1321 → ク500形501
また翌1984年11月にはブレーキのHSC化が行われこの時にク503と番号を交換している。
ク500形501 → ク500形503

## 運用
区間運用に予定通り当初から用いられるが、1932年には1300形電車の1308号車がお召し列車用に改造された。運転日は1932年11月11日で、昭和天皇が上本町から神武御陵前へ向かう際に使用している。この時使用された車両は御料車として改造された1308と1309の2連であった。
荷物室が設置されていたモニ1006・1007は1944年以降は手小荷物専用車として使用されていたが、1950年にモワ1800形が荷物電車に改造されたことから再び旅客用に使用された。
モ1321以外の車両は、2410系・2430系に置き換わる形で、2200系 (旧) が廃車となる時期とほぼ同じ1971年 - 1973年に廃車されている。

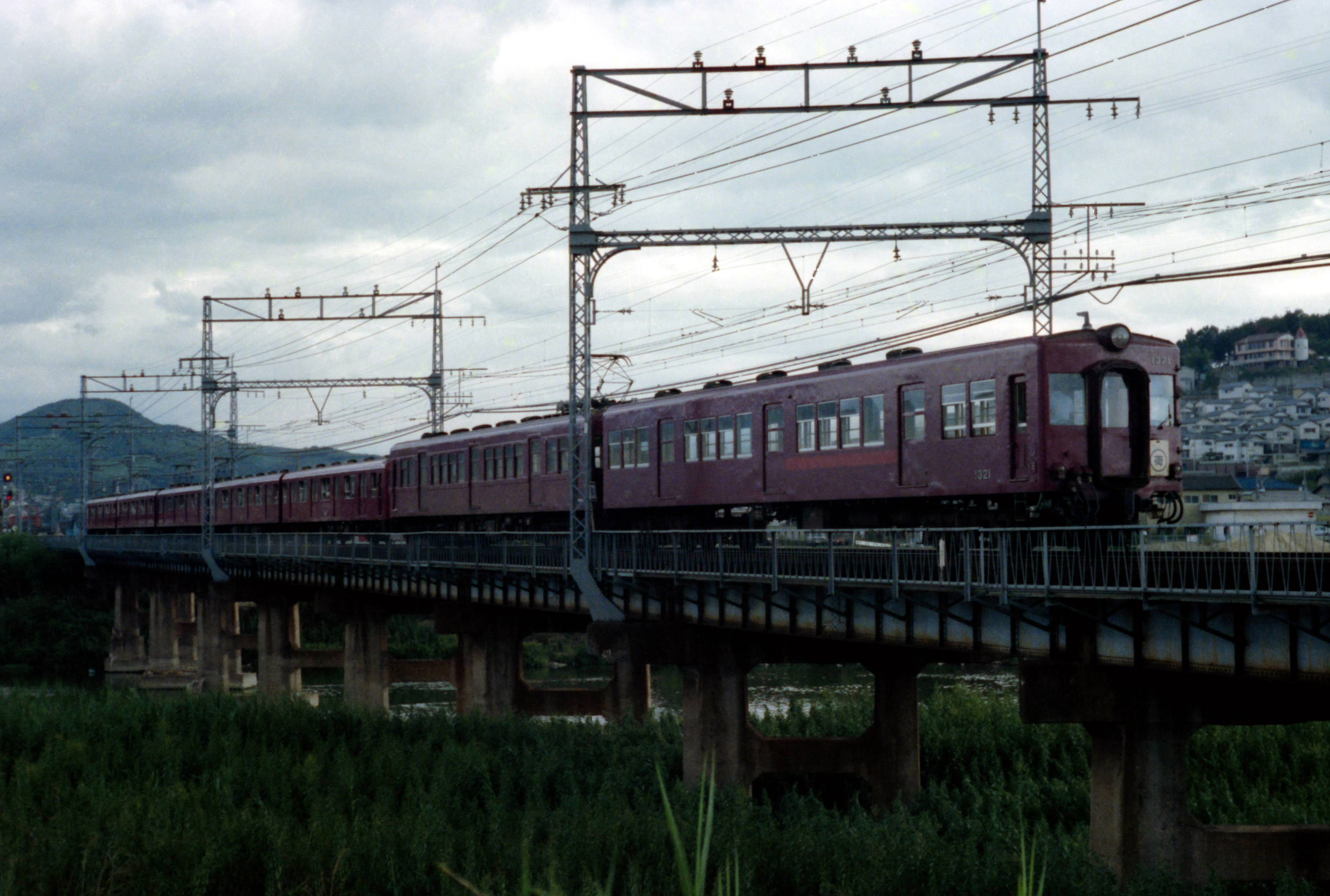
1321　荷物電車

残ったモ1321は1973年12月に前述の通り改造を受け荷物電車に使用、ク501に改番後は鮮魚列車用となった。1989年に1481系へと交代し、同年3月31日付で廃車された。